# Clastopteridae
Clastopteridae Dohrn, 1859, è una piccola famiglia di insetti dell'Ordine dei Rincoti Omotteri, superfamiglia Cercopoidea. La famiglia è distribuita prevalentemente in regioni tropicali e subtropicali dell'America, dell'Africa e dell'Asia.

## Descrizione
Gli adulti dei Clastopterigidae sono morfologicamente simili ai Machaerotidae, dai quali si distinguono fondamentalmente per alcuni caratteri relativi alle ali, ovvero il modo in cui si sovrappongono a riposo le tegmine e la presenza o meno di una determinata nervatura nelle ali posteriori. Il corpo è di piccole dimensioni, lungo pochi millimetri, compatto, di forma globosa od ovoidale. A differenza di molti Macherotidae, non è presente il processo posteriore dello scutello.
Il capo presenta l'area frontale convessa, è provvisto di due ocelli, disposti nel vertice fra gli occhi. Le antenne sono brevi e sottili, inserite davanti agli occhi, con i segmenti basali infossati in cavità profonde e nascosti alla vista dorsale. Gli occhi sono grandi, disposti alle estremità laterali del capo come in tutti i Cicadomorfi. Alla vista laterale sono disposti sotto il pronoto e piuttosto ravvicinati all'inserzione delle ali anteriori.
Il torace presenta il pronoto con margine anteriore convesso, fino a sovrastare gran parte del capo; il margine posteriore ha un profilo dorsale a W. Il mesonoto ha una forma fondamentalmente triangolare, è più lungo del pronoto e posteriormente si restringe senza però formare processi ipertelici.
Le ali anteriori sono ben sviluppate e più lunghe dell'addome, differenziate perciò in tegmine. In fase di riposo sono ripiegate a tetto tenute quasi verticalmente combaciando posteriormente. Una sutura che decorre dalla base al margine posteriore suddivide la tegmina in una regione posteriore (con ala dispiegata) o dorsale (con ala ripiegata) detta clavo e una regione remigante detta corio.
Le zampe posteriori sono di tipo saltatorio. Le tibie posteriori sono relativamente brevi, presentano due spine sul margine esterno e terminano all'apice con un'espansione ornata da una corona formata da una o due serie di spine.
Come nella generalità dei Cercopoidei, gli stadi giovanili sono poco mobili e producono una schiuma, simile alla saliva di uno sputo, che ne avvolge il corpo. A differenza degli altri Cercopoidei, la produzione della schiuma è di limitata entità ed è poco consistente. Infatti gocciola facilmente e non svolge un'efficace protezione nei confronti dell'insetto, in quanto è facilmente penetrata dai parassitoidi. A differenza degli stadi preimmaginali dei Machaerotidae non producono il guscio calcareo protettivo. Per queste caratteristiche si ipotizza che i Machaerotidae si siano evoluti da forme ancestrali di Clastoptera.

## Biologia
La biologia dei Clastopteridae non è molto conosciuta. È stato tuttavia riscontrato che diverse specie del genere Clastoptera sono associate a piante actinorriziche. L'alimentazione di questi insetti presenta delle analogie con la famiglia delle Aphrophoridae, le cui specie sono spesso associate a piante della famiglia delle Fabaceae. D'altra parte, lo stesso genere Aphrophora (Rhynchota: Aphrophoridae) è pure esso associato a piante actinorriziche del genere Alnus (ontani) e il Philaenus spumarius (Rhynchota: Aphrophoridae), in subordine alla sua polifagia, è stato trovato in associazione con piante actinorriziche dei generi Hippophaë e Coraria.
Anche se non ci sono prove attendibili in merito, è probabile che l'associazione tra piante azotofissatrici e Clastopteridae sia correlata al tipo di nutrizione degli insetti di questa famiglia: come tutti i Cercopoidei, i Clastopteridae hanno una nutrizione di tipo xilematico, ovvero succhiano la linfa grezza invece della linfa elaborata
L'associazione con le piante actinorriziche può essere sfruttata per indagini relative all'azotofissazione simbiontica di tipo differente da quella rizobio-leguminosa. Infatti, mentre la simbiosi fra i Rhizobium e le Fagaceae è caratterizzata da una specificità sistematica, l'actinorriza non presenta questa convergenza sistematica, in quanto le piante che instaurano simbiosi radicali con gli attinomiceti azotofissatori del genere Frankia appartengono a gruppi tassonomici anche distanti. I Clastopteridae potrebbero perciò essere sfruttati come indicatori biologici.
Sotto l'aspetto economico, va segnalato che al pari di altri Cercopoidei, i Clastopteridae possono essere occasionali vettori del batterio Xylella fastidiosa, agente eziologico della Malattia di Pierce sulla vite ed altre piante.

## Sistematica
La famiglia comprende circa 80 specie 2 generi:
- Clastoptera
- Iba

Il genere Clastoptera comprende la quasi totalità delle specie della famiglia.
Fra gli Autori specializzati nei Cercopoidei, HAMILTON (2001) adotta una revisione sistematica che riunisce nell'unica famiglia Clastopteridae due sottofamiglie, Clastopterinae e Machaerotinae, abbassando perciò al rango di sottofamiglia le due famiglie Clastopteridae sensu stricto e Machaerotidae. Questa revisione, basata sulla stretta correlazione morfologica dei due raggruppamenti, non è tuttavia seguita da altri Autori.